# Gran Premio di Cina 2011
Il Gran Premio di Cina 2011 è stata la terza prova della stagione 2011 del campionato mondiale di Formula 1. Si è svolta domenica 17 aprile 2011 sul Circuito di Shanghai. La gara è stata vinta dal britannico Lewis Hamilton su McLaren-Mercedes, al suo quindicesimo successo nel mondiale. Hamilton ha preceduto sul traguardo le Red Bull Racing-Renault del tedesco Sebastian Vettel e dell'australiano Mark Webber.

## Vigilia

### Aspetti tecnici
Inizialmente il gran premio era stato ammesso con riserva in attesa dell'omologazione. Il 23 marzo è stata ufficialmente confermata l'omologazione del circuito.
La Pirelli, da quest'anno, e per tre stagioni, fornitore unico degli pneumatici, annuncia che, per questo gran premio, fornisce gomme dure e morbide. Alcuni piloti si lamentano per l'eccessiva quantità di detriti che gli pneumatici hanno lasciato lungo la pista nel corso del Gran Premio della Malesia: oltre a rendere difficile guidare fuori dalla traiettoria ideale potrebbero risultare pericolosi se andassero a colpire il pilota. La Pirelli ha risposto affermando che questi marbles sono più grandi ma meno pesanti rispetto a quelli che si formavano con le coperture del passato. Sempre secondo la casa italiana le condizioni della pista e del meteo dovrebbe produrre il 30% in meno di degrado delle gomme.

### Aspetti sportivi
Nelle prime prove libere del venerdì Nico Hülkenberg ha preso il posto di Adrian Sutil alla Force India-Mercedes, Daniel Ricciardo quello di Jaime Alguersuari alla STR-Ferrari, mentre Luiz Razia ha sostituito, sulla Lotus-Renault, Jarno Trulli. Inizialmente era stato annunciato che anche Davide Valsecchi avrebbe disputato le prime prove del venerdì con la Lotus.
Anche in questo gran premio, come nel precedente, Emanuele Pirro è chiamato a supportare il lavoro della commissione della FIA per la gara.

## Prove

### Resoconto
Le due RBR-Renault dominano la prima sessione del venerdì: Sebastian Vettel fa segnare un tempo di oltre due secondi più basso di quello fatto segnare dal terzo in graduatoria, Lewis Hamilton su McLaren-Mercedes. Nel corso della sessione Nick Heidfeld è uscito di pista all'altezza della curva 10, danneggiando la sua vettura. Altro inconveniente per Pastor Maldonado che è stato autore di un testacoda, con la monoposto fermatasi sul cordolo.
Sebastian Vettel ha fatto segnare il miglior tempo anche nella seconda sessione di prove libere del venerdì, ma con solo un decimo di vantaggio su Lewis Hamilton. Nel corso della sessione Nick Heidfeld è stato ancora protagonista di un'uscita di pista, questa volta alla curva 12, con un altro danneggiamento della vettura.
Il tedesco della RBR ha fatto segnare il tempo più rapido anche nella sessione del sabato mattina, nuovamente davanti alle due McLaren; sull'altra RBR, quella di Mark Webber, sono stati riscontrati dei problemi tecnici legati al funzionamento del KERS. Nico Rosberg, che ha chiuso col quarto tempo, aveva fatto segnare il tempo migliore fino all'inizio dell'ultimo quarto d'ora di prove, in cui i piloti hanno testato le gomme morbide.

### Risultati
Nella prima sessione del venerdì si è avuta questa situazione:
| Pos | Nº | Pilota           | Costruttore      | Tempo    | Gap    | Giri |
| --- | -- | ---------------- | ---------------- | -------- | ------ | ---- |
| 1   | 1  | Sebastian Vettel | RBR-Renault      | 1'38"739 |        | 23   |
| 2   | 2  | Mark Webber      | RBR-Renault      | 1'39"354 | +0"615 | 27   |
| 3   | 3  | Lewis Hamilton   | McLaren-Mercedes | 1'40"845 | +2"106 | 21   |

Nella seconda sessione del venerdì si è avuta questa situazione:
| Pos | Nº | Pilota           | Costruttore      | Tempo    | Gap    | Giri |
| --- | -- | ---------------- | ---------------- | -------- | ------ | ---- |
| 1   | 1  | Sebastian Vettel | RBR-Renault      | 1'37"688 |        | 34   |
| 2   | 3  | Lewis Hamilton   | McLaren-Mercedes | 1'37"854 | +0"166 | 22   |
| 3   | 4  | Jenson Button    | McLaren-Mercedes | 1'37"935 | +0"247 | 31   |

Nella sessione del sabato mattina si è avuta questa situazione:
| Pos | Nº | Pilota           | Costruttore      | Tempo    | Gap    | Giri |
| --- | -- | ---------------- | ---------------- | -------- | ------ | ---- |
| 1   | 1  | Sebastian Vettel | RBR-Renault      | 1'34"968 |        | 13   |
| 2   | 4  | Jenson Button    | McLaren-Mercedes | 1'35"176 | +0"208 | 15   |
| 3   | 3  | Lewis Hamilton   | McLaren-Mercedes | 1'37"373 | +2"405 | 14   |

## Qualifiche

### Resoconto
In Q1 la RBR-Renault di Sebastian Vettel e le due McLaren-Mercedes fanno segnare i migliori tempi nelle prime fasi della sessione, montando gomme dure. I piloti delle altre scuderie per essere certi di passare alla Q2 devono montare gomme morbide nella parte finale della eliminatoria. Il miglior tempo è di Nico Rosberg; viene eliminato a sorpresa Mark Webber, che sconta guai tecnici sulla sua vettura e nell'ultimo run decide di optare per le gomme dure.
La Q2 è caratterizzata da un guasto al cambio sulla Renault di Vitaly Petrov, a poco più di due minuti dal termine della sessione. La monoposto resta sulla pista, tanto che la direzione di gara è costretta a esporre la bandiera rossa. Quando il tracciato viene liberato tutti i piloti a rischio eliminazione scendono in pista. Vengono eliminate le due Williams-Cosworth, le due Sauber-Ferrari, Michael Schumacher, Adrian Sutil e Nick Heidfeld.
Nell'ultima parte Sebastian Vettel, al primo tentativo, fa segnare il tempo che gli varrà la quarta pole position di fila, la 18ª della carriera, la 23ª per la RBR. Dietro vi sono le due McLaren di Jenson Button e Lewis Hamilton. Petrov non ha preso parte alla Q3, a causa del guasto tecnico riscontrato in Q2.

### Risultati
Nella sessione di qualifica si è avuta questa situazione:
| Pos                         | Nº | Pilota             | Costruttore          | Q1       | Q2       | Q3          | Griglia |
| --------------------------- | -- | ------------------ | -------------------- | -------- | -------- | ----------- | ------- |
| 1                           | 1  | Sebastian Vettel   | RBR-Renault          | 1'35"674 | 1'34"776 | 1'33"706    | 1       |
| 2                           | 4  | Jenson Button      | McLaren-Mercedes     | 1'35"924 | 1'34"662 | 1'34"421    | 2       |
| 3                           | 3  | Lewis Hamilton     | McLaren-Mercedes     | 1'36"091 | 1'34"486 | 1'34"463    | 3       |
| 4                           | 8  | Nico Rosberg       | Mercedes GP          | 1'35"272 | 1'35"850 | 1'34"670    | 4       |
| 5                           | 5  | Fernando Alonso    | Ferrari              | 1'35"389 | 1'35"165 | 1'35"119    | 5       |
| 6                           | 6  | Felipe Massa       | Ferrari              | 1'35"478 | 1'35"437 | 1'35"145    | 6       |
| 7                           | 19 | Jaime Alguersuari  | STR-Ferrari          | 1'36"133 | 1'35"563 | 1'36"158    | 7       |
| 8                           | 15 | Paul di Resta      | Force India-Mercedes | 1'35"702 | 1'35"858 | 1'36"190    | 8       |
| 9                           | 18 | Sébastien Buemi    | STR-Ferrari          | 1'36"110 | 1'35"500 | 1'36"203    | 9       |
| 10                          | 10 | Vitalij Petrov     | Renault              | 1'35"370 | 1'35"149 | senza tempo | 10      |
| 11                          | 14 | Adrian Sutil       | Force India-Mercedes | 1'36"092 | 1'35"874 | N.D.        | 11      |
| 12                          | 17 | Sergio Pérez       | Sauber-Ferrari       | 1'36"046 | 1'36"053 | N.D.        | 12      |
| 13                          | 16 | Kamui Kobayashi    | Sauber-Ferrari       | 1'36"147 | 1'36"236 | N.D.        | 13      |
| 14                          | 7  | Michael Schumacher | Mercedes GP          | 1'35"508 | 1'36"457 | N.D.        | 14      |
| 15                          | 11 | Rubens Barrichello | Williams-Cosworth    | 1'35"911 | 1'36"465 | N.D.        | 15      |
| 16                          | 9  | Nick Heidfeld      | Renault              | 1'35"910 | 1'36"611 | N.D.        | 16      |
| 17                          | 12 | Pastor Maldonado   | Williams-Cosworth    | 1'36"121 | 1'36"956 | N.D.        | 17      |
| 18                          | 2  | Mark Webber        | RBR-Renault          | 1'36"468 | N.D.     | N.D.        | 18      |
| 19                          | 20 | Heikki Kovalainen  | Lotus-Renault        | 1'37"894 | N.D.     | N.D.        | 19      |
| 20                          | 21 | Jarno Trulli       | Lotus-Renault        | 1'38"318 | N.D.     | N.D.        | 20      |
| 21                          | 25 | Jérôme d'Ambrosio  | Virgin-Cosworth      | 1'39"119 | N.D.     | N.D.        | 21      |
| 22                          | 24 | Timo Glock         | Virgin-Cosworth      | 1'39"708 | N.D.     | N.D.        | 22      |
| 23                          | 23 | Vitantonio Liuzzi  | HRT-Cosworth         | 1'40"212 | N.D.     | N.D.        | 23      |
| 24                          | 22 | Narain Karthikeyan | HRT-Cosworth         | 1'40"445 | N.D.     | N.D.        | 24      |
| Tempo limite 107%: 1'41"941 |    |                    |                      |          |          |             |         |

Con i tempi in grassetto sono visualizzate le migliori prestazioni in Q1, Q2 e Q3.

## Gara

### Resoconto
La McLaren-Mercedes di Lewis Hamilton riesce ad uscire dai box per raggiungere la griglia di partenza solo negli ultimi secondi.
Alla partenza le due McLaren bruciano Sebastian Vettel che parte dalla pole position. Dietro c'è Nico Rosberg su Mercedes, che precede le due Ferrari, le due Force India-Mercedes, Jaime Alguersuari e Michael Schumacher. Nel corso del primo giro il tedesco passa Alguersuari. Vitantonio Liuzzi, su HRT-Cosworth, autore di una partenza anticipata, è penalizzato da un drive-through.
Webber, che monta le gomme dure, non recupera che qualche posizione ma sarà tra i primi a fermarsi, potendo fare il resto della gara con le soft.
Al decimo giro Alguersuari è il primo a cambiare gli pneumatici. La ruota posteriore destra è mal fissata, tanto da staccarsi dalla monoposto: lo spagnolo è costretto al ritiro. Al giro 13 Rosberg è il primo dei piloti di testa a cambiare gomme: monta ancora morbide. Il giro seguente Vettel passa Hamilton; il pilota della RBR e Jenson Button rientrano subito a cambiare coperture. L'inglese però sbaglia stallo di sosta, fermandosi su quello della RBR; questo consente al tedesco di passarlo in uscita dal pit stop. Al giro seguente Massa passa Hamilton. Dopo il primo giro di cambio gomme Rosberg si trova in testa su Vettel, Button, Massa, Hamilton, Schumacher e Alonso. Bloccato dietro al tedesco, si dileguano i sogni di gloria dell’asturiano; riuscirà nel sorpasso solo al giro 25, quando il distacco da Massa è sopra i 10 secondi.
Al giro 25 nuovo cambio gomme per Button. Nel giro seguente stop anche per Rosberg e il rimontante Mark Webber. In testa va così Vettel davanti a Massa e Alonso, che sembrano gli unici a voler effettuare solo due stop. Al giro 29 Rosberg passa Alonso, con gomme in crisi. Nel giro seguente la Ferrari viene passata anche dalle due McLaren. Tra il giro 31 e 34 Vettel e i due ferraristi vanno al pit stop. Ora in classifica guida nuovamente Rosberg davanti alle due McLaren. All’inizio del 35º giro Lewis Hamilton passa il compagno di scuderia Jenson Button con una grande staccata alla prima curva.
Tra il 39º e il 41º giro terzo cambio-gomme per i primi tre in classifica. Si ritrova in testa di nuovo Vettel, davanti a Massa ma con i primi cinque racchiusi in meno di otto secondi. Hamilton è scatenato, passa Rosberg al giro 42 e tre giri più tardi è già in grado di carpire la seconda piazza a Massa. Al giro 41 anche Webber ha effettuato il suo ultimo stop, esce settimo a 30” dalla vetta, ma, essendo l’unico a montare le soft, inizia a girare 2” e oltre più veloce dei leader. Rosberg attacca Massa ma arriva lungo e deve cedere anche a Button. Vettel prova a resistere al ritorno impetuoso di Hamilton mentre diventa chiara la crisi delle Ferrari che perdono rapidamente posizioni. Dopo due giri di tentativi respinti, Hamilton diventa leader al giro 52 ma è soprattutto Webber ad animare il finale di gara. L'australiano passa anche Rosberg al giro 54 e Button al penultimo, conquistando il terzo posto, dopo essere partito 18º. Hamilton vince il 15º gran premio nel mondiale, cogliendo la 170ª per la McLaren. La gara segna il nuovo record di piloti giunti al traguardo classificati: ben 23. Il precedente record apparteneva al Gran Premio di Gran Bretagna 1952 (ma con 32 partenti) con 22; anche nel Gran Premio del Brasile 2010 vi furono 22 vetture al traguardo ma Lucas Di Grassi risultava non classificato. Il record è stato poi battuto il 26 giugno 2011 nel Gran Premio d'Europa con 24 vetture al traguardo.

### Risultati
I risultati del gran premio sono i seguenti:
| Pos | Nº | Pilota             | Costruttore          | Giri | Tempo/Ritiro | Griglia | Punti |
| --- | -- | ------------------ | -------------------- | ---- | ------------ | ------- | ----- |
| 1   | 3  | Lewis Hamilton     | McLaren-Mercedes     | 56   | 1:36'58"226  | 3       | 25    |
| 2   | 1  | Sebastian Vettel   | RBR-Renault          | 56   | +5"198       | 1       | 18    |
| 3   | 2  | Mark Webber        | RBR-Renault          | 56   | +7"555       | 18      | 15    |
| 4   | 4  | Jenson Button      | McLaren-Mercedes     | 56   | +10"000      | 2       | 12    |
| 5   | 8  | Nico Rosberg       | Mercedes GP          | 56   | +13"448      | 4       | 10    |
| 6   | 6  | Felipe Massa       | Ferrari              | 56   | +15"840      | 6       | 8     |
| 7   | 5  | Fernando Alonso    | Ferrari              | 56   | +30"622      | 5       | 6     |
| 8   | 7  | Michael Schumacher | Mercedes GP          | 56   | +31"026      | 14      | 4     |
| 9   | 10 | Vitalij Petrov     | Renault              | 56   | +57"404      | 10      | 2     |
| 10  | 16 | Kamui Kobayashi    | Sauber-Ferrari       | 56   | +1'03"273    | 13      | 1     |
| 11  | 15 | Paul di Resta      | Force India-Mercedes | 56   | +1'08"757    | 8       |       |
| 12  | 9  | Nick Heidfeld      | Renault              | 56   | +1'12"739    | 16      |       |
| 13  | 11 | Rubens Barrichello | Williams-Cosworth    | 56   | +1'30"189    | 15      |       |
| 14  | 18 | Sébastien Buemi    | STR-Ferrari          | 56   | +1'30"671    | 9       |       |
| 15  | 14 | Adrian Sutil       | Force India-Mercedes | 55   | +1 giro      | 11      |       |
| 16  | 20 | Heikki Kovalainen  | Lotus-Renault        | 55   | +1 giro      | 19      |       |
| 17  | 17 | Sergio Pérez       | Sauber-Ferrari       | 55   | +1 giro      | 12      |       |
| 18  | 12 | Pastor Maldonado   | Williams-Cosworth    | 55   | +1 giro      | 17      |       |
| 19  | 21 | Jarno Trulli       | Lotus-Renault        | 55   | +1 giro      | 20      |       |
| 20  | 25 | Jérôme d'Ambrosio  | Virgin-Cosworth      | 54   | +2 giri      | 21      |       |
| 21  | 24 | Timo Glock         | Virgin-Cosworth      | 54   | +2 giri      | 22      |       |
| 22  | 23 | Vitantonio Liuzzi  | HRT-Cosworth         | 54   | +2 giri      | 23      |       |
| 23  | 22 | Narain Karthikeyan | HRT-Cosworth         | 54   | +2 giri      | 24      |       |
| Rit | 19 | Jaime Alguersuari  | STR-Ferrari          | 9    | Ruota        | 7       |       |

## Classifiche Mondiali

### Piloti
| Pos | Pilota             | Punti |
| --- | ------------------ | ----- |
| 1   | Sebastian Vettel   | 68    |
| 2   | Lewis Hamilton     | 47    |
| 3   | Jenson Button      | 38    |
| 4   | Mark Webber        | 37    |
| 5   | Fernando Alonso    | 26    |
| 6   | Felipe Massa       | 24    |
| 7   | Vitalij Petrov     | 17    |
| 8   | Nick Heidfeld      | 15    |
| 9   | Nico Rosberg       | 10    |
| 10  | Kamui Kobayashi    | 7     |
| 11  | Michael Schumacher | 6     |
| 12  | Sébastien Buemi    | 4     |
| 13  | Adrian Sutil       | 2     |
| 14  | Paul Di Resta      | 2     |

### Costruttori
| Pos | Team                 | Punti |
| --- | -------------------- | ----- |
| 1   | RBR-Renault          | 105   |
| 2   | McLaren-Mercedes     | 85    |
| 3   | Ferrari              | 50    |
| 4   | Renault              | 32    |
| 5   | Mercedes GP          | 16    |
| 6   | Sauber-Ferrari       | 7     |
| 7   | STR-Ferrari          | 4     |
| 8   | Force India-Mercedes | 4     |

## Decisioni della FIA
Al termine della gara, la Federazione Internazionale dell'Automobile decide di non penalizzare Nick Heidfeld e Paul di Resta per il contatto avuto in gara.
La Scuderia Toro Rosso è stata invece multata di 10000 € per l'incidente di Jaime Alguersuari.
La Federazione ha anche indagato sulle cause verificatesi sulla Ferrari di Fernando Alonso che hanno comportato l'attivazione dell'ala mobile in una zona non consentita, precisamente poco prima dell'ultima curva che immette sul rettilineo del traguardo. Non sono stati presi provvedimenti disciplinari in merito.